# Seth Neddermeyer
Seth Henry Neddermeyer (Richmond, Michigan, 1907. szeptember 16. – Seattle, Washington, 1988. január 29.) amerikai fizikus, a müon felfedezője. A második világháború alatt a Los Alamos-i Laboratóriumban a Manhattan terven dolgozott, támogatta az implózión alapuló atombomba tervét.

## Fiatalkora
Seth Henry Neddermeyer a Michigan államban található Richmondban született 1907. szeptember 16-án. Két évig járt az Olivet College-ba, egy kis főiskolára, ahova korábban édesanyja, nővére és nagybátyja is járt, mielőtt a családja Kaliforniába költözött. Átment a Stanford Egyetemre, ahol 1929-ben Bachelor of Arts (Ba) fokozatot szerzett A fizika iránti érdeklődését Robert A. Millikan munkája inspirálta, és a posztgraduális tanulmányait a California Institute of Technologyn (Caltech) folytatta, ahol 1935-ben írta meg PhD- dolgozatát, amelynek címe "A nagy energiájú elektronok abszorpciója". A doktori témavezetője Carl D. Anderson volt. Munkájában megerősítette Niels Bohr ugyanerre a folyamatra kidolgozott eredményeit. Megfigyelte az ólomon áthaladó elektronok nagy sugárzási energiaveszteségét is, összhangban Hans Bethe és Walter Heitler elméletével.
Neddermeyer jelentősen hozzájárult ahhoz a kutatáshoz, amely 1932-ben a pozitron felfedezéséhez vezetett, amiért Anderson később 1936-ban megkapta fizikai Nobel-díjat. Ebben az évben Neddermeyer és Anderson a kozmikus sugárzást vizsgálta ködkamra segítségével, aminek köszönhetően felfedezték a müont. Felfedezésük megelőzte a Hideki Yukawa által kidolgozott mezonelméletet, amelyben először azt feltételezték, hogy a müon közvetíti a magerőket. Anderson és Neddermeyer később együttműködött Millikannel a magaslégkörben végzett kozmikus sugárzás mérésekben, amely megerősítette Robert Oppenheimer elméletét, miszerint a kozmikus sugarak által a légkörben keletkezett részecskezáporok (kaszkád) elektronokat tartalmaznak. Megszerezték az első bizonyítékot is arra vonatkozóan, hogy a gamma-sugarak pozitronokat generálhatnak.

## A Manhattan terv

Implóziós mechanizmus

1941 elején Neddermeyer csatlakozott a washingtoni Carnegie Intézet Földi Mágneses Tanszékén a Charles C. Lauritsen és William A. Fowler által vezetett csapathoz, ezt követően pedig a washingtoni National Bureau of Standardsnál fotoelektromos közelségi biztosítékon dolgozott. A munka befejezése után Oppenheimer felvette Los Alamos-i Laboratóriumhoz, ahol a Manhattan terven dolgozott. Neddermeyer korai propagálója volt a kritikus tömeg atombombában való összeállítására szolgáló implóziós technika kifejlesztésének. Bár az impolziós technikát Richard Tolman már 1942-ben javasolta, és Robert Serber bevezető előadásaiban már tárgyalta a Los Alamos-i tudósoknak, Neddermeyer volt az egyik első, aki sürgette annak teljes kidolgozását. Mivel Los Alamos-i tudóstársak között nem talált nagy lelkesedésre, Neddermeyer 1943 áprilisának végén mutatta be az első lényeges technikai elemzést az implózióról. Ezt Oppenheimer a Los Alamos-i implóziókutatás kezdetének tartotta.
Bár nem sokakat nyűgözött le, de Oppenheimer Neddermeyert nevezte ki egy új csoport vezetőjévé, hogy teszteljék az implóziót. Csoportja az E-5 (Implozió)  lett, amely William S. Parsons sorhajókapitány E osztályának része volt. A  „puska” típusú bomba volt az előnyben részesített módszer, de az implóziókutatás biztosítékot jelentett. Neddermeyer intenzív kísérletsorozatba kezdett a hengeres implózió tesztelésére. Sajnos a kísérlet kezdetben nem hozott pozitív eredményt. Később jelentős haladást értek el, Neddermeyer és csapatának egyik tagja, Hugh Bradner, valamint James L. Tuck, aki Brit Misszió munkatársa volt, közösen megalkották a robbanólencséket, amelyekben formázott tölteteket használnak a robbanás erejének fókuszálására.
1943 szeptemberére Neddermeyer csapata öt főről ötvenre nőtt. Abban a hónapban Neumann János Oppenheimer kérésére Los Alamosba érkezett. Von Neumannt lenyűgözte az implóziós koncepció, és Teller Edével, aki régi barátja volt, közösen egy sor javaslatot tettek. Von Neumann képes kidolgozta az implózió matematikai modelljét, amely lehetővé tette Neddermeyer számára, hogy pályázzon egy jelentősen kibővített kutatási programra. Edwin McMillan és Isidor Isaac Rabi azt javasolta, hogy George Kistiakowskyt hívják segítségül a robbanóanyagok precíziós használatában, aki 1944-ben elfogadta a meghívást.
1944 áprilisában a nukleáris reaktorban neutronokkal létrehozott plutónium első mintáján végzett vizsgálatok kimutatták, hogy a reaktorban előállított plutónium ötször több plutónium-240-et tartalmaz, mint az eddig ciklotronokban előállított plutónium. Ez a nem kívánt izotóp volt, ami spontán bomlik és neutronokat termelt, és az elméleti jóslatok alapján, predetonációt fog okozni, mielőtt a kritikus tömeg összeállna. Ekkora nyilvánvalóvá vált, hogy a plutóniumbombák esetén csak az implóziós koncepció a járható út; egy elég erős fegyvert nem lehetett elég kicsire építeni ahhoz, hogy repülőgépen vigyék, és a plutónium-240-et még nehezebb volt elválasztani a plutónium-239-től, mint az uránizotópokat. A plutónium használhatatlan volt, hacsak nem működött a robbanás, de csak a plutóniumot lehetett olyan mennyiségben előállítani, amely lehetővé tette volna az atombombák rendszeres gyártását. Így az implóziós technika most hirtelen a nukleáris fegyverek előállításának kulcsa lett.
1944. június közepén Kistiakowsky jelentést küldött Oppenheimernek, amely részletezi az implóziós csapat diszfunkcionalitását, ez Neddermeyer elküldéséhez vezetett. 1944. június 15-én Kistiakowsky váltotta őt az E-5 csoport élén, de továbbra is az impolzió program technikai tanácsadója maradt, csoportvezetői státuszban. Neddermeyert egyes feltételzések szerint nagyon elkeserítette ez az eset. A Los Alamos Laboratóriumban Oppenheimer által 1944 augusztusában végrehajtott átszervezés során Neddermeyer csoportját X-1-re keresztelték át, és Norris Bradbury lett a csoport új vezetője. A Neddermeyer által támogatott impolziós módszert alkalmazták az első atombomba felrobbantásakor (ez volt a Trinity-teszt), és a Nagaszakira dobott Fat Man bombánál és szinte az összes modern atomfegyvernél. Kistiakowsky később ragaszkodott ahhoz, hogy "az igazi találmányt teljes mértékben [Seth] Neddermeyernek kell tulajdonítani" (sic).

## További pályafutása
1946-ban, a második világháború befejezése után Neddermeyer elhagyta Los Alamost, hogy a Washingtoni Egyetem docense legyen, ahol karrierje hátralévő részét töltötte. Idővel kinevezték egyetemi professzornak. Újrakezdte a kozmikus sugárzás tanulmányozását egy ködkamra és egy új eszköz segítségével, amelyet a töltött részecskék sebességének mérésére talált ki, és  „chronotron”-nak nevezett. Különösen érdekelték a müon tulajdonságai, és kísérleteket végzett müonokkal a SLAC-en. Részt vett a DUMAND projektben, amelyben segített a nagyméretű víz alatti neutrínódetektorok tervezésében. Neddermeyer érdeklődni kezdett a parapszichológia iránt, és sok kollégájának szkepticizmusa ellenére ragaszkodott ahhoz, hogy ez megfelelő tudományos vizsgálatot igényel. 1973-ban nyugdíjba vonult, és professor emeritus lett, de addig folytatta kutatási tevékenységét, ameddig egészsége engedte. Parkinson-kórban szenvedett.
1982-ben megkapta az Energiaügyi Minisztérium Enrico Fermi-díját. Életében 11-szer jelölték a fizikai Nobel-díjra, de soha nem kapta meg. Későbbi életében Neddermeyert néha nyugtalanította a részvétele az atombomba megalkotásában. Neddermeyer 1988. január 29-én halt meg Seattle-ben, a Parkinson-kór szövődményei miatt.

## A populáris kultúrában
Neddermeyert Colin Bennett alakítja a BBC 1980-as Oppenheimer című sorozatában, Joe D'Angerio a Fat Man and Little Boy, valamint Devon Bostick a Christopher Nolan által rendezett Oppenheimer (2023) című filmben.

## Fordítás
Ez a szócikk részben vagy egészben  a   Seth Neddermeyer című angol Wikipédia-szócikk ezen változatának fordításán alapul.  Az eredeti cikk szerkesztőit annak laptörténete sorolja fel. Ez a jelzés csupán a megfogalmazás eredetét és a szerzői jogokat jelzi, nem szolgál a cikkben szereplő információk forrásmegjelöléseként.